# Asigliano Vercellese
Asigliano Vercellese é uma comuna italiana da região do Piemonte, província de Vercelli, com cerca de 1.417 habitantes. Estende-se por uma área de 26 km², tendo uma densidade populacional de 55 hab/km². Faz fronteira com Costanzana, Desana, Pertengo, Pezzana, Prarolo, Stroppiana, Vercelli.

## Demografia
| Variação demográfica do município entre 1861 e 2011                               |
|                                                                                   |
| Fonte: Istituto Nazionale di Statistica (ISTAT) - Elaboração gráfica da Wikipedia |